# Lanvallay
 Lanvallay  (en bretón Lanvalae) es una población y comuna francesa, situada en la región de Bretaña, departamento de Côtes-d'Armor, en el distrito de Dinan y cantón de Dinan-Est.
Sus habitantes se llaman Côtissois y Côtissoises. Había 3.735 en el censo de 2010.

## Demografía
| 1950 | 2274 | 2901 | 3307 | 3310 | 3068 |
| Para los censos de 1962 a 1999 la población legal corresponde a la población sin duplicidades (Fuente: INSEE [Consultar]) |      |      |      |      |      |